# Huta, Bohuslav
Huta (în ucraineană Гута) este un sat în comuna Dmîtrenkî din raionul Bohuslav, regiunea Kiev, Ucraina.

## Demografie
Componența lingvistică a localității Huta
     Ucraineană (97,34%)
     Rusă (2,66%)
Conform recensământului din 2001, majoritatea populației localității Huta era vorbitoare de ucraineană (97,34%), existând în minoritate și vorbitori de rusă (2,66%).